# Свидание с тенью
«Свидание с тенью» (англ. Appointment with a Shadow) — фильм нуар режиссёра Ричарда Карлсона, который вышел на экраны в 1957 году.
Фильм рассказывает о страдающем алкоголизмом газетном репортёре Поле Бакстере (Джордж Нейдер), который благодаря своей подруге (Джоанна Мур) и её брату, капитану полиции (Брайан Кит), получает возможность сделать сенсационный репортаж о ликвидации опасного преступника. Однако в момент проведения полицейской операции Пол сталкивается с ним лицом к лицу, понимая, что полиция застрелила не того человека. Так как никто не верит в историю Пола, он вынужден самостоятельно выявить и задержать преступника, иначе тот убьёт его.
Фильм получил невысокие оценки критики, посчитавшей его шаблонным, а попытку соединить криминальный нуар с постановкой проблемы алкоголизма — неудачной.

## Сюжет
Вечером в баре «Виски Лоусона» газетный репортёр Пол Бакстер (Джордж Нейдер) в очередной раз напивается до невменяемого состояния и падает головой на стойку. Лейтенант полиции «Спенс» Спенсер (Брайан Кит) забирает его из бара и отвозит домой на квартиру своей сестры, журналистки Пенни Спенсер (Джоанна Мур), которую с Полом связывают давние романтические отношения. Пять лет назад Пол подавал большие надежды как журналист, но с тех пор, как начал пить, он не может удержаться ни на одной работе. Спенс уже не в силах мириться с постоянным пьянством Пола, и уговаривает сестру бросить его, однако Пенни просит брата дать Полу последний шанс, так как по-прежнему любит его. На следующее утро Пол с трудом пробуждается и сразу начинает искать выпивку, однако Пенни останавливает его, уговаривая не пить. Она говорит Полу, что если он продержится трезвым в течение дня, к вечеру она даст ему наводку на эксклюзивную историю, которая даст ему шанс возобновить журналистскую карьеру и обратить на себя внимание ведущих газет. Пол, которого трясёт от похмельного синдрома, пытается объяснить Пенни своё состояние, подробно описывая страхи, которые толкают его к выпивке и не дают ему возможности остановиться. В конце концов, он обещает Пенни сдержаться и не пить в течение дня. После этого Пенни сообщает Полу, что Спенсу стало известно, где находится знаменитый убийца и преступник Датч Хейден (Фрэнк де Кова), которого уже давно разыскивает полиция. По её словам, Флоренс Нэпп (Вирджиния Филд), стриптизёрша и подружка Хейдена, сообщила Спенсу, что Хейден уже давно находится в городе, однако с помощью пластической операции он изменил внешность, и потому его не могут задержать. Этим вечером Флоренс встречается с Датчем в ресторане «У Картера», перед входом в который полиция скорее всего застрелит преступника, так как он пообещал не сдаваться властям. Перед уходом на работу Пенни даёт Полу досье на Хейдена с его старой фотографией, а вечером предлагает подъехать к ресторану, чтобы затем написать сенсационную историю об аресте преступника. Пол просит её остаться и помочь ему перебороть желание выпить, но Пенни настаивает на том, что Пол должен самостоятельно справиться со своей зависимостью. Она говорит, что на кухне есть бутылка виски, и выбор теперь за ним — либо её любовь, либо бутылка. Оставшись в квартире один, Пол пытается позавтракать, а затем начать работу, однако не может сосредоточиться ни на чём из-за мучительного желания выпить. Лишь найдя бутылку виски и поставив её перед собой на столе, Пол наконец заставляет себя начать изучение материалов по Датчу. В какой-то момент у него не остаётся сил противостоять выпивке, он направляется на кухню, чтобы налить себе виски, однако в последний момент справляется с собой и выливает содержимое бутылки в раковину. После этого Пол ложится спать, однако вскоре просыпается. В конце концов он не выдерживает и уходит в бар, где пытается выпить, но не справляется с трясущимися руками и роняет стакан. В этот момент Пенни по телефону находит его в баре, сообщая, что задержание Датча запланировано на семь часов. После разговора с Пенни, так и не выпив, Пол возвращается домой и ложится спать. Проснувшись за час до времени задержания, Пол быстро собирается и направляется на крышу дома напротив ресторана «У Картера», откуда собирается наблюдать за происходящим. Когда он поднимается по лестнице, рассвирепевшая женщина выскакивает из квартиры и бросает в своего мужа бутылку виски, которая разбивается о сену, обливая пиджак Пола. С крыши Пол наблюдает за тем, как Спенс и его люди окружают Датча перед входом в ресторан, и когда он собирается достать оружие, убивают его на месте.
Когда Пол уже собирается уходить, на крыше он сталкивается с человеком, в котором узнаёт Датча по фото из досье Пенни. Пол понимает, что не было никакой пластической операции, а Датч просто подстроил это убийство, подставив другого человека. Между тем Датч видит, что Пол узнал его, и начинает преследование. Пол успевает выскочить на улицу, где обращается к полицейскому на месте преступления, сообщая, что только что видел живого Датча. Однако Спенс к этому моменту уже уехал, и полицейские принимают Пола, от костюма которого пахнет виски, за пьяного, который несёт бред. Продолжая убегать от Датча, Пол скрывается в баре «Виски Лоусона», откуда безуспешно пытается дозвониться до Спенса или до Пенни, оставляя для них лишь просьбу перезвонить по номеру бара. Заметив, что Датч поджидает его снаружи, Пол выходит на улицу через служебный выход. Зайдя в бар, Датч под видом таксиста спрашивает бармена о Поле, но тот уверяет, что такого не знает. После этого Датч встречается с Фло, сообщая ей, что должен убить Пола до их отъезда из города. Тем временем Пол приходит к Пенни домой, где застаёт её и Спенса. Он пытается рассказать им о Датче, однако пустая бутылка из-под виски на кухне и номер телефона в баре, который оставлял Пол, наводит их на мысль, что он снова напился и несёт пьяный бред. В отчаянии Пол бросается к своему бывшему газетному редактору, который также отказывается ему поверить. Тогда Пол решает раскрыть дело самостоятельно, расставив на Датча ловушку. Переодевшись в чистый костюм, он направляется в танцевальный клуб, где работает Фло. Оставшись с ней наедине в гримёрке, Пол заявляет, что опознал Датча, и требует за своё молчание 5 тысяч долларов, которые Датч должен принести ночью ему домой. Наведя справки о Поле, Фло сообщает Датчу, что Пол — алкоголик, в историю которого никто не поверит. Вскоре после этого Пенни под дверью своей квартиры находит записку от Пола, в который тот сообщает, что встретится с настоящим Датчем у себя дома в 2 часа ночи. Пенни уговаривает Спенса пойти вместе с ней к Полу. Однако квартира Пола пуста, так как незадолго до этого к нему пришла Фло, и, угрожая оружием, вынудила Пола отвезти её на квартиру Датча в доме напротив ресторана «У Картера». Держа Пола на мушке, Датч рассказывает ему, что с помощью Фло подставил полиции своего нелояльного брата, а сейчас собирается сбросить Пола с крыши. Пол отвечает, что теперь его не так то просто убить, поскольку у него наконец появилась цель в жизни — будущее без алкоголя. Датч силой выводит Пола на крышу, однако там Полу удаётся вырываться и выхватывает у Датча оружие, из которого в борьбе он ранит бандита. Затем Пол отводит Датча обратно в квартиру, откуда звонит в участок, требуя срочно доложить Спенсу о случившемся. Вскоре в квартиру входит Спенс со своими людьми, арестовывая Датча. Пенни и Пол обнимают друг друга. Когда Пенни просит прощения за то, что потеряла в него веру, Пол отвечает, что она просто на время передала свою веру ему.

## В ролях
- Джордж Нейдер — Пол Бакстер
- Джоанна Мур — Пенни
- Брайан Кит — лейтенант Спенсер
- Вирджиния Филд — Флоренс Нэпп
- Фрэнк де Кова — Датч Хейден
- Стивен Чайз — Сэм Крюз

## Создатели фильма и исполнители главных ролей
Как отмечает историк кино Хэл Эриксон, этот фильм был одной из нескольких картин, который поставил Ричард Карлсон, в своё время известный как звезда политического телесериала «Я вёл три жизни» (1953—1956).
Кроме того, на счету Карлсона более 100 киноролей, в том числе в таких фильмах, как драма «Лисички» (1941), комедии «Борцы с привидениями» (1940), «Держите это привидение» (1941) и «Вдова из Вест-Пойнта» (1941) и фильм нуар «Звук ярости» (1950). В качестве режиссёра Карлсон поставил научно-фантастический фильм «Путешественники к звёздам» (1954), вестерн «Четыре стрелка на границу» (1954) и вестерн «Сага Хемпа Брауна» (1958), а также отдельные эпизодов многих телесериалов.
В 1950-е годы Джордж Нейдер был заметной звездой фильмов нуар категории В, сыграв, в частности, главные роли в таких картинах, как «Пересечь шесть мостов» (1955), «Улучив момент» (1956), «Человек боится» (1957), «Некуда идти» (1958) и «Самка» (1958).
Джоанна Мур, для которой эта картина стала дебютом в кино, впоследствии сыграла ещё в 17 фильмах, среди них фильм нуар Орсона Уэллса «Печать зла» (1958), фильм ужасов «Монстр в студенческом городке» (1958), музыкальный фильм с Элвисом Пресли «Следуй мечте» (1962) и фантастический триллер «Обратный отсчёт» (1967), а также в отдельных эпизодах более чем 70 различных сериалов.
За свою более чем 50-летнюю карьеру Брайан Кит сыграл более чем в 60 фильмах, среди них такие картины, как «Сумерки» (1957), «Молодые филадельфийцы» (1959), «Ловушка для родителей» (1961), «Русские идут! Русские идут!» (1966) и «Якудза» (1974). Однако наибольшего успеха Кит добился на телевидении, где играл главные роли в нескольких сериалах, в том числе «Семейное дело» (1966—1971), который принёс ему три номинации на прайм-таймовую премию «Эмми».

## История создания фильма
Рабочим названием этого фильма было «Если я умру» (англ.  If I Should Die).
Согласно информации «Лос-Анджелес таймс» от 3 апреля 1950 года, студия Paramount Pictures купила сценарий Херба Далмаса (англ. Herb Dalmas), в основу которого был положен рассказ Хью Пентекоста (псевдоним писателя Джадсона Филипса) «Если я умру». На главную роль в картине планировался Уильям Холден. Однако Paramount так и не сделала этот фильм. А 26 июля 1956 года «Голливуд репортер» сообщил, что студия Universal наняла Алека Коппела написать по тому же рассказу Пентекоста новый сценарий, при этом на главную роль планировался Ван Хефлин. В августе 1957 года «Лос-Анджелес таймс» сообщила, что главную роль в предстоящей картине сыграет Джеффри Хантер, и 22 октября 1957 года фильм был запущен в производство. Однако 29 октября 1957 года «Голливуд репортер» сообщил, что Хантер «серьёзно заболел» после гриппа, из-за чего производство фильма было остановлено. В начале ноября 1957 года студия Universal сообщила, что Хантера заменил Джордж Нейдер.
Съёмки фильма проходили в октябре-ноябре 1957 года в павильонах студии Universal, в прокат фильм вышел в ноябре 1958 года.

## Оценка фильма критикой
После выхода картины кинокритик «Нью-Йорк таймс» Ричард Нейсон дал ему невысокую оценку, написав, что «фильм точнее всего можно описать как „свидание с киномелодрамой“, в которой столько же новизны и очарования, сколько в автомате с попкорном в вестибюле». По мнению критика, фильм наполнен шаблонными образами: «Помните газетчика, который потерял работу из-за того, что слишком много пьет? А спокойного, грамотного копа, который предупреждает его о предстоящем сенсационном аресте, чтобы он вернул себе работу? А хорошенькую белокурую сестру полицейского, которая вышла бы замуж за репортера, если бы он только бросил пить? Ну, они все здесь есть, в этом фильме Universal-International». Финал также весьма предсказуем — «Джордж Нейдер посадил преступника и его девушку и расстался навсегда с выпивкой. Прощай навсегда эта неприглядная оттопыренность в заднем кармане, когда идёшь по городу!».
Журнал TV Guide назвал картину «надуманной городской мелодрамой, которая совершает ошибку, пытаясь совместить жёсткие социальные проблемы (алкоголизм) с дерзкой криминальной историей». По словам историка кино Спенсера Селби, фильм рассказывает о «репортёре-алкоголике, который в попытках написать сенсационную историю становится мишенью киллера» . Хэл Эриксон отметил игру Джорджа Нейдера, герой которого «несмотря на ломку и соблазны выпить на каждом сюжетном повороте, всё-таки ловит преступника».